# 트루히요집박쥐
트루히요집박쥐(Scotophilus trujilloi)는 애기박쥐과에 속하는 박쥐의 일종이다. 케냐의 토착종이다.

## 특징
몸길이는 65.4~75.2mm, 전완장은 43.8~46.2mm이다. 꼬리 길이는 37.3~43.8mm이고 발 길이는 9.7~10.4mm, 귀 크기는 7.2~7.9mm이다.